# Фонтана, Жозе (социалист)
Жозе Фонтана (порт. José Fontana; 26 или 28 октября 1840 года, Каббио, Тичино, Швейцария — 2 сентября 1876 года, Лиссабон), полное имя Джузеппе Сило Доменико Фонтана (итал. Giuseppe Silo Domenico Fontana) — деятель португальского рабочего движения и публицист швейцарско-итальянского происхождения. Рабочий, затем служащий книжного магазина. Один из основателей секции Первого интернационала в Лиссабоне и Португальской социалистической партии.

## Биография
Родился и вырос в Валле-ди-Муджо, затерянной долине кантона Тичино (Тессин), близ швейцарской границы с Италией. Ещё совсем юным перебрался в Португалию и поселился в Лиссабоне, где в 1854 году уже работал как часовщик. Самоучка, самостоятельно приобретший широкие знания.
Будучи рабочим, он посвятил себя защите интересов рабочего класса, развитию кооперативов и пропаганде идеалов социализма. В 1871 году активно поддерживал забастовку в Оэйраше. Вместе со своим другом Антеру де Кенталем не только проводил «конференции казино» (встречи прогрессивной интеллигенции), но и выступил соучредителем секции 1-го Интернационала в Португалии. Был членом Португальского федерального совета Интернационала (1872—1873).
Под влиянием идей Бакунина в 1872 году написал устав первой массовой организации португальских рабочих — «Рабочего братства» (Associação Fraternidade Operária), выступив её организатором и секретарём. Братство дало толчок португальскому рабочему движению и впоследствии породило Португальскую социалистическую партию, первым секретарем которой также стал он.
Он писал в несколько рабочих газет, усердно сотрудничая в социалистических периодических изданиях «O Pensamento Social» (редактор в 1872—1873 годах) и «O Protesto» (с 1875 по 1876 год). Переписывался с Карлом Марксом, Фридрихом Энгельсом (у которого просил помощи в Генеральном совете) и Полем Лафаргом. Под их влиянием отходил от сильного в Португалии прудонизма в направлении марксизма, выступал за создание самостоятельной пролетарской партии. По донесениям агента госбезопасности Французской Республики, Жозе Фонтана получил прозвище «португальский Карл Маркс» и именно в его доме проходили собрания Интернационала.
В 1964 году интеллектуал Васко Магальяйнш-Вилена положил начало полемике вокруг «двойного существования» Жозе Фонтаны, идентифицировав его как одного из первых лидеров Генерального совета Интернационала наряду с Марксом и Энгельсом. По этой теории, именно он оставил одну из восьми подписей (G.P. Fontana) под Учредительным манифестом Международного товарищества рабочих.
Мучимый туберкулёзом, он покончил с собой 2 сентября 1876 года в возрасте всего 35 лет. На этот момент он был управляющим партнёром книжного магазина/библиотеки Livraria Bertrand, где он проработал полтора десятилетия — сначала переплётчиком, а затем книготорговцем; в итоге, после смерти собственников культовый магазин перешёл к нему. На похоронах Фонтаны присутствовала огромная толпа, перед которой выступали Эдуардо Майя и Азеду Неку.
В период с 1977 по июнь 2008 года у современной поргугальской Социалистической партии существовало учреждение под названием Фонд Жозе Фонтаны для подготовки профсоюзных кадров и развития рабочих ассоциаций. Фонд выступил зародышем профцентра Всеобщий союз трудящихся. На месте фондов Антеру де Кентала и Жозе Фонтаны в 2008 был создан фонд Res Publica.